# Regii
I Regii erano una unità dell'esercito romano del tardo impero, più precisamente un auxilium palatinum. Una legio comitatensis dello stesso nome era anche presente nell'esercito occidentale.

## Storia
Non è noto con precisione quando questa unità fu costituita. Alcuni studiosi propendono per Costanzo II o Magnenzio. Altri ritengono che fu costituita all'epoca di Costanzo I, in quanto un contingente alemannico al comando del re Croco sostenne l'elevazione alla porpora del figlio di Costanzo, Costantino I, e il nome Regii starebbe a significare «(i soldati) del Re»; l'occasione sarebbe stata un episodio accaduto nell'inverno 298/299, quando un contingente di Alemanni attraversò il Reno ghiacciato, ma rimase bloccato su di un'isola da un improvviso innalzamento della temperatura, e fu costretto ad arrendersi alle truppe romane, concedendo diversi volontari ai Romani in cambio della libertà per gli altri.
Pare che le unità di auxilia palatina fossero organizzate a coppie, probabilmente per tenere alto il morale attraverso una forma di rivalità tra le due unità; l'unità gemella dei Regii erano i Batavi, probabilmente dei Franchi che vivevano nelle regioni precedentemente abitate dai Batavi e che, insieme agli Alemanni da cui derivavano i Regii, costituivano le due principali popolazioni che si trovavano lungo il Reno al di là del confine romano.
I Regii fecero parte dell'esercito del cesare Giuliano, partecipando alla battaglia di Strasburgo nel 357: disposti sul fianco sinistro della seconda linea romana assieme ai Batavi, i Regii ressero l'assalto della preponderante cavalleria alamanna dopo che questa aveva spazzato via quella romana, permettendo il ritorno della cavalleria romana.
I Regii compaiono nell'esercito del magister militum praesentalis d'Oriente, secondo la Notitia dignitatum.
Nel VI secolo, durante la campagna di riconquista di Giustiniano, i Regii furono inseriti nell'esercito di Belisario: sono attestanti a difesa delle Mura aureliane di Roma, minacciate dagli Ostrogoti, e in particolare si distinsero nella difesa di Porta Flaminia al comando di Ursicino.
I Reges Emeseni Iudaei, che sono stati interpretati come una formazione militare romana composta da Ebrei di Emesa, sarebbe in realtà una invenzione moderna dovuta a un'errata interpretazione di un'iscrizione da parte di Theodor Mommsen